# نصف‌النهار ۱۵۰ درجه شرقی

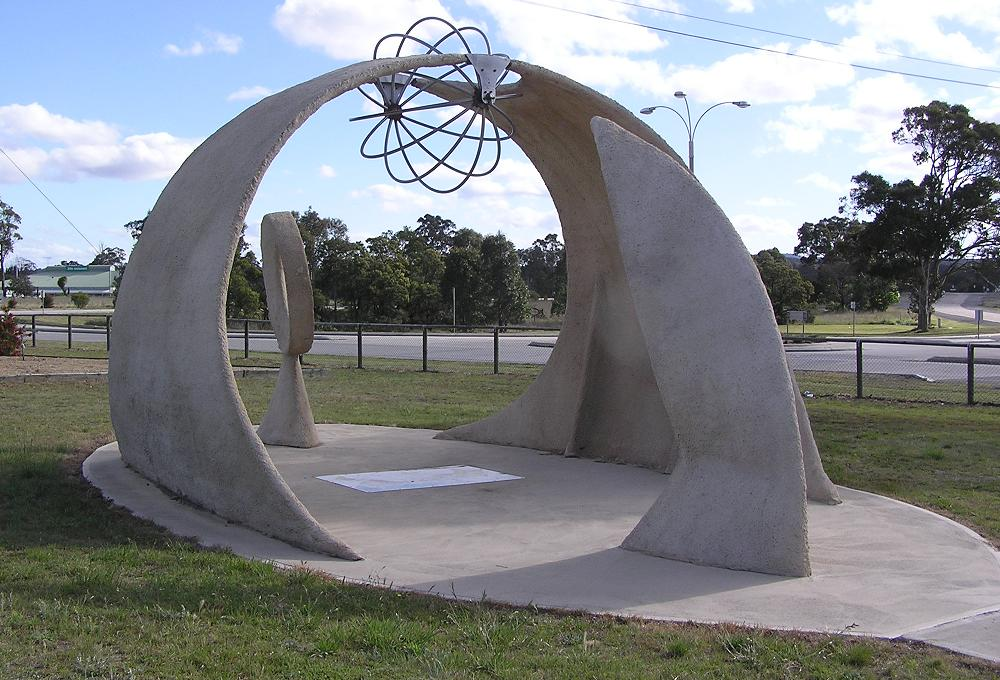
محل عبور نصف‌النهار ۱۵۰ درجه شرقی از مارولان استرالیا

نصف‌النهار ۱۵۰ درجه شرقی ۱۵۰مین نصف‌النهار شرقی از گرینویچ است که از لحاظ زمانی ۱۰ساعت و ۰دقیقه با گرینویچ اختلاف زمانی دارد.
این نصف‌النهار از قطب شمال شروع و از مناطق زیر گذشته و به قطب جنوب ختم می‌شود.
- روسیه
- 🇵🇬 پاپوآ گینه نو
- استرالیا
- اقیانوس آرام